# Dianthus eretmopetalus
Dianthus eretmopetalus là loài thực vật có hoa thuộc họ Cẩm chướng. Loài này được Stapf mô tả khoa học đầu tiên năm 1886.